# Antiblemma neptis
Antiblemma neptis là một loài bướm đêm trong họ Erebidae.